# Associazione Sportiva Seregno 1935-1936
Questa voce raccoglie le informazioni riguardanti l'Associazione Sportiva Seregno nelle competizioni ufficiali della stagione 1935-1936.

## Rosa
| N. |                   | Ruolo | Calciatore         |
| -- | ----------------- | ----- | ------------------ |
|    | Italia (bandiera) | C     | Felice Arienti     |
|    | Italia (bandiera) | A     | Guglielmo Arienti  |
|    | Italia (bandiera) | D     | Virginio Ballabio  |
|    | Italia (bandiera) | D     | Barzaghi           |
|    | Italia (bandiera) | A     | Aldo Boffi         |
|    | Italia (bandiera) | D     | Virginio Bonati    |
|    | Italia (bandiera) |       | Francesco Ceriotti |
|    | Italia (bandiera) | C     | Andrea Cervilli    |
|    | Italia (bandiera) | A     | Anasperto Consonni |
|    | Italia (bandiera) | A     | Formenti II        |
|    | Italia (bandiera) | C     | Luigi Giunta       |
|    | Italia (bandiera) | C     | Giussani           |

| N. |                   | Ruolo | Calciatore       |
| -- | ----------------- | ----- | ---------------- |
|    | Italia (bandiera) | D     | Dante Guagnetti  |
|    | Italia (bandiera) | C     | Marco Leveni     |
|    | Italia (bandiera) | C     | Angelo Longoni   |
|    | Italia (bandiera) | P     | Augusto Mauro    |
|    | Italia (bandiera) | A     | Luigi Mariani    |
|    | Italia (bandiera) | P     | Pietro Poietti   |
|    | Italia (bandiera) | D     | Libero Pollastri |
|    | Italia (bandiera) | A     | Augusto Ravetta  |
|    | Italia (bandiera) | C     | Rigamonti        |
|    | Italia (bandiera) | A     | Gino Uggè        |
|    | Italia (bandiera) | C     | Carlo Villa      |